# Of Abstract Dreams
Of Abstract Dreams ist ein Jazzalbum von Sun Ra and His Arkestra. Die etwa 1974/75 im WXPN Performance Studio in Philadelphia entstandenen Aufnahmen erschienen am 16. März 2018 als LP, CD und Download auf dem Label Strut/Art Yard.

## Hintergrund
Of Abstract Dreams ist der Mitschnitt einer zuvor unveröffentlichten Hörfunksession, die höchstwahrscheinlich in den Studios des öffentlichen Radios WXPN FM an der University of Pennsylvania um 1974/75 aufgenommen wurde. Die in den 2010er-Jahren entdeckte Aufnahme enthält eine neue Version von Ras früherem „Island in the Sun“ (ein Titel auf dem um 1970 entstandenen Album The Invisible Shield), eine tobende, raue Interpretation von „Unmask the Batman“ und die erste Studioaufnahme von „I'll Wait for You“. Bei der Session wirkte kein Bassist mit; stattdessen schlug Sun Ras linke Hand ein rhythmisches Bassmuster auf dem Piano. Sun Ras Affinität zum Blues zeigt sich in „(I’m Gonna) Unmask the Batman“, das gemeinsam von dem Chicagoer Bluesgitarristen Lacy Gibson – damals Ras Schwager – und Sun Ras Manager Alton Abraham geschrieben wurde. Abgerundet wird die Session durch die erste Studioaufnahme von „I’ll Wait for You“, gesungen von Atakatune, Jacson und Ra selbst, in dieser Fassung noch weit entfernt von seiner späteren Live-Darbietung als Gedicht, rezitiert von Ra, begleitet von der Sängerin und Tänzerin June Tyson.
Die Besetzung variiert von Titel zu Titel, aber Stamm-Musiker des Arkestra wie Marshall Allen, Danny Ray Thompson und Perkussionist Atakatune (eigentlich Stanley Morgan, gestorben 2018) tragen zu allen Stücken bei, schrieb Paul Simpson, und Eddie Thomas spielt durchgehend Schlagzeug.
Die von Michael D. Anderson im Archiv von Sun Ra entdeckte Aufnahme ist Teil einer Reihe von Sessions, die Ra und das Arkestra zwischen 1974 und 1980 für WXPN-FM aufgenommen haben. Das Album „Antique Blacks“ wurde dort 1974 aufgenommen. Stationsleiter Jules Epstein und Musikdirektor Russ Woessner auf dem Campus der University of Pennsylvania waren maßgeblich an den Aufnahmen des Arkestra in ihren Sendeproduktionsstudios beteiligt. Geno Barnhart, Gründer des Konzertkollektivs The Empty Foxhole, Jules Epstein und Russ Woessner sendeten eine fortlaufende Reihe von Jazzkonzerten, die ein breites Spektrum abdeckten. Das Arkestra trat ab 1974 viele Male im The Foxhole auf.

## Titelliste
- Sun Ra: Of Abstract Dreams (STRUT 166CD, Art Yard STRUT166CD)[4]

1. Island in the Sun 8:35
2. New Dawn 10:30
3. Unmask the Batman (Alton Abraham, Lacy Gibson) 6:06
4. I'll Wait for You 14:02

Wenn nicht anders vermerkt, stammen die Kompositionen von Sun Ra.

## Rezeption
Paul Simpson verlieh dem Album in Allmusic vier Sterne und schrieb, seine Titel seien im Allgemeinen sorglos, fröhlich und frei fließend, gefüllt mit Händeklatschen, temperamentvollen Gesangsbeiträgen und locker swingenden Rhythmen; Sun Ras harmonisches Klavierspiel halte die Dinge am Laufen. „New Dawn“ sei wohl das obskurste Stück hier, und mit Abstand das experimentellste, sowie das aggressivste, mit sengenden Saxophon-Eruptionen von mehreren Mitgliedern des Arkestra. Eine verspielte Interpretation von „I’m Gonna Unmask the Batman“ enthalte schroffen Lead-Gesang von James Jacson und ende mit einem plötzlichen kosmischen Ausbruch der Gruppe. Das Beste von allem sei jedoch eine erweiterte Interpretation von „I’ll Wait for You“, einem Stück aus dem Arkestra-Konzertrepertoire, das auch im Film „Space Is the Place“ zu hören war. Es seis ein hervorragendes Beispiel dafür, warum Ras seltsame, abstrakte Musik so kraftvoll ist, indem es ein Weltraumgleiten mit mehr freilaufender Feuerkraft der Musiker sowie einem Gefühl himmlischer Sehnsucht in den Texten ausbalanciere.

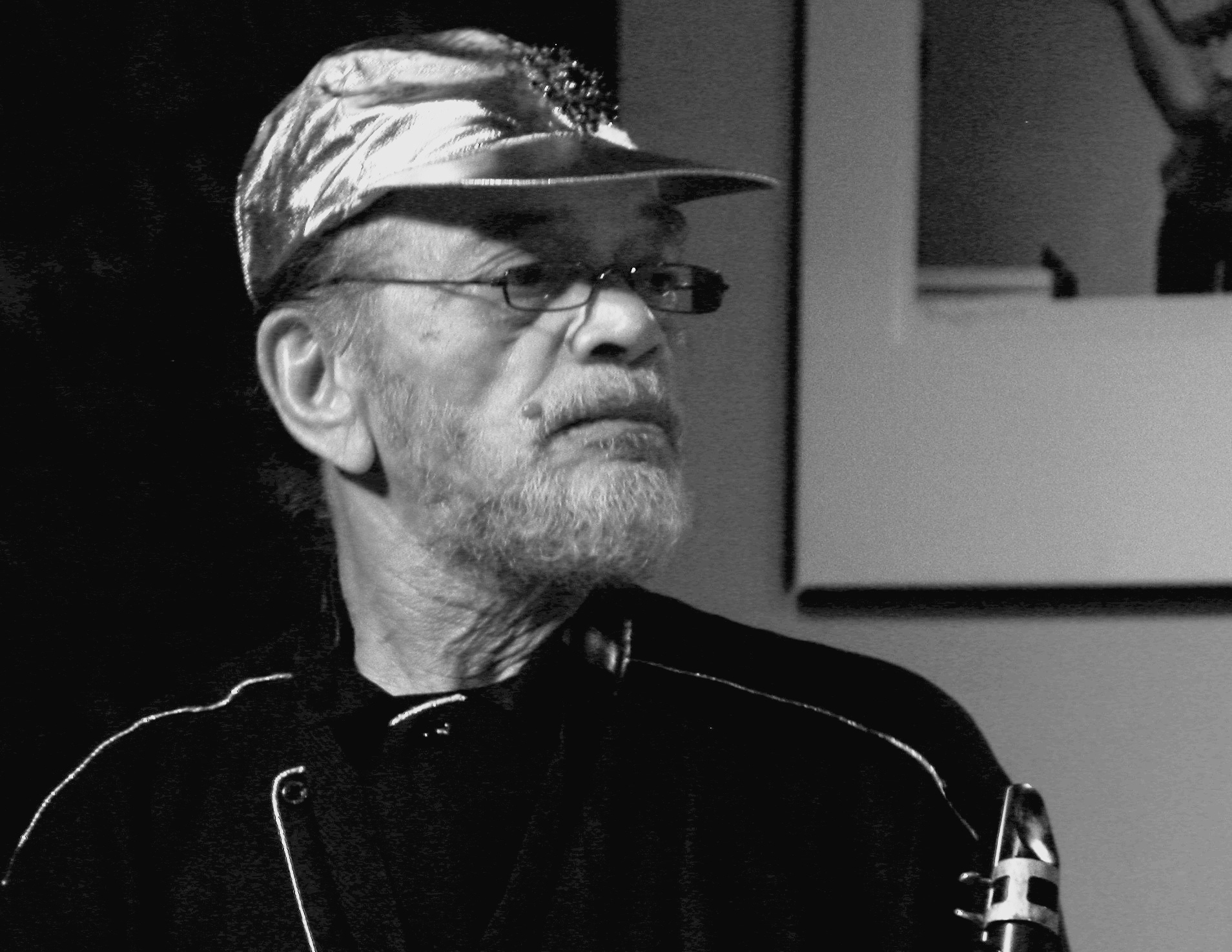
Marshall Allen (2007)

Nach Ansicht von Ian Patterson, der das Album für All About Jazz rezensierte, gebe es zwar hinsichtlich der Identität des (hier als Eddie Thomas bezeichneten) Schlagzeugers ein Fragezeichen, aber was nicht in Frage gestellt werde, sei die Lebendigkeit dieser Darbietungen durch eine ziemlich kompakte, basslose Septett/Oktett-Besetzung. „Island in the Sun“, gesteuert von Sun Ras Vamp-orientiertem Comping, sei eine fesselnde Mischung aus Swing, trällernden Melodien mit solistischen Beiträgen von Marshall Allen, Danny Ray Thompson und Atakaatunes ansteckenden afrikanischen Grooves auf Bongos bzw. Congas. Händeklatschen und Akh Tal Ebahs wortloser Gesang würden für eine lockere, Jamsession-artige Atmosphäre sorgen. Die Klangqualität dieser Aufnahme ist gut und die Darbietungen exzellent – voller Energie wie jedes Arkestra-Konzert.
Dave Cantor schrieb im Down Beat, dies sei ein ruhiges und überraschend persönlich klingendes Album. Auch wenn die Besetzung ohne Bassisten ein kleines klangliches Loch hinterlasse, gewähre sie dem Bandleader auch viel Raum, um seine musikalische Vision auszudrücken. John Gilmores Solo in „I’ll Wait For You“ sei einer der freiesten Momente, die das Album zu bieten habe, während die vier Stücke hier nicht die freiesten oder abstraktesten Darbietungen des Arkestra seien, aber dieser ausgegrabene Mitschnitt sei ein gutes Beispiel für eine fruchtbare Periode im Bestehen dieses Ensembles, die die Richtung sowohl des Jazz- als auch des Rockgenres beeinflusst habe.
Marcus J. Moore schrieb in Bandcamp Daily, es sei für Sun Ra, den Afrofuturisten, der glaubte, dass der wahre Frieden für Afroamerikaner im Weltraum existiert, wohl eine ziemliche Überraschung gewesen, „irgendwo auf der Erde Trost zu finden“, indem er auf dem Campus der University of Pennsylvania, im Studio des öffentlichen Radiosenders WXPN, ein musikalisches Zuhause fand. Of Abstract Dreams sei der Sound eines wahren Genies, das voll und ganz auf seine Spiritualität ausgerichtet sei. Obwohl der Künstler „den Weg der Raumfahrt durch Musik längst gemeistert“ habe, höre sich dieser Mitschnitt ausgesprochen angenehm an, als wäre Sun Ra endlich zu einer höheren Bewusstseinsebene aufgestiegen. Obwohl Of Abstract nur einen flüchtigen Eindruck vermittle, sei es dennoch „ein wichtiger Stopp auf Sun Ras großer Reise“.